# Масаї
Маса́ї (або маасаї; маа, лумбва, самоназва — іл-масаї) — східно-африканський нілотський кочовий народ, відомий своєю войовничістю, антропометричними даними та міцним почуттям незалежності.

## Територія проживання, чисельність, субетноси
Живуть у краю Маасайленд («земля масаїв») у прикордонні Кенії (450 тис. осіб) та Танзанії (300 тис. осіб). Таким чином, загальна чисельність масаїв — бл. 750 тис. осіб. За іншими даними (див. [Архівовано 23 жовтня 2008 у Wayback Machine.]) — сягає 883 тис. осіб. Розбіжності у даних також пояснюються достатньою умовністю проведення перепису у районах проживання масаїв.
До складу масаїв включають велике число субетносів. Серед інших аруша та барагайю (в Танзанії відповідно — 170 та 30 тис. осіб), які за укладом життя ближчі до сусідніх бантумовних народів. Групу самбуру часто розглядають як окремий етнос.
Територія Масаї досягла найбільших розмірів в середині 19-го століття, і охоплювала майже всю Велику рифтову долину та прилеглі території  від гори Марсабіт (Marsabit) на півночі до Додома на півдні. На схід худоба  Масаї випасалась аж до узбережжя Танга в Танганьїці (тепер Танзанія).В 1911 році землі Масаї в Кенії були скорочені на 60 відсотків, коли британці виселили їх, щоб звільнити місце для поселенців ранчо.
Згодом територія Масаї була обмежена до сучасних округів Kajiado і Narok.
Масаї в Танганьїці (Танзанії) були переміщені з родючих земель між горами Меру і Кіліманджаро, і найродючіших високогірних біля Нгоронгоро в 1940 році. Багато земель було забрано, щоб створити заповідники і національні парки: Амбоселі, Національний парк Найробі, Масаї Мара, Самбуру, Озеро Накуру і Тсаво в Кенії; і Маньяра, Нгоронгоро, Тарангіре та Серенгеті, що зараз в Танзанії.   
Масаї, оскільки були скотарями, пручалися примусу уряду Танзанії та Кенії до більш осілого способу життя.
Вони зажадали права випасу в багатьох національних парках обох країн.

## Мова
Мова масаїв належить до східно-суданської підгрупи шарі-нільської групи ніло-сахарської мовної родини. Має безліч діалектів (див. [Архівовано 23 жовтня 2008 у Wayback Machine.]). Діалекти, якими спілкуються масаї у Кенії та Танзанії мають лексичну спорідненість у межах 82-86%.

## Традиційні заняття і управління
Традиційно масаї є кочовими скотарями (велика рогата худоба — зебу, вівці, кози). Згадувані вже аруша та барагайю у матеріальній культурі та побуті близькі до сусідів — народів банту (кікую, чагга), з якими історично мають давні контакти. Зокрема, аруша є осілими й займаються землеробством (елевсина, маїс, гарбузи), нерідко їх взагалі відносять до народів банту. У масаїв розвинуте ковальство й зброярство.
Основа соціальної організації — територіальні общини.

## Етнічна історія
Перші згадки про масаїв датуються 500-ми роками до н. е. у давньоєгипетських джерелах, за якими масаї жили в районі верхнього Нілу в південному Судані.
Етногенез народу пов'язують як з нілотським, так і кушитським компонентом. З часом — у 16-17 століттях вони мігрували далі на південь у область, відому нині як Танзанія. У середині 19 століття масаї з-поміж найвпливовіших груп у Африці, що володіли 10 мільйонами акрів землі, наприкінці століття, проте, народ роздирає внутрішня колотнеча.
Сьогодні крім ведення традиційного господарства, зайняті у туризмі.

## Духовна культура
Додержуються традиційної релігії; серед аруша є християни (Біблію перекладено в 1991 р.).
У масаїв існували вікові класи та ініціації.

## Цікаві факти, пов'язані з масаями

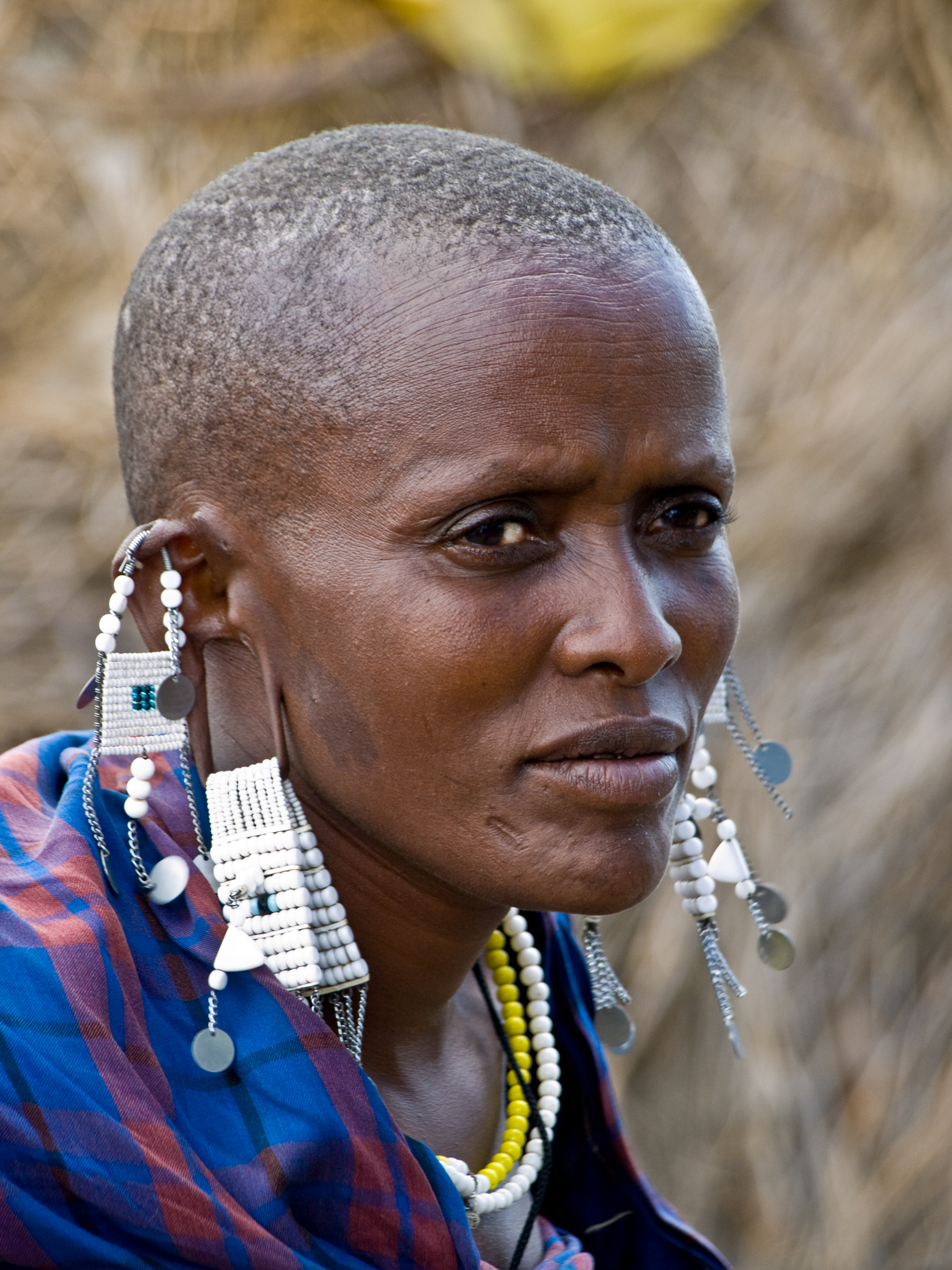
Жінка Масаї з розтягнутими мочками вух

- Масаї є членами міжнародної Організації непредставлених націй та народів.
- Масаї — одні з найвищих на зріст людей на планеті. Крім того, згідно з даними антропологів (див. Правило Алена) серед решти народів світу масаї мають найдовші кінцівки (руки і ноги) відносно розмірів тіла.
- У масаїв безліч цікавих традицій і звичаїв. Один з найдивніших обрядів — т.зв. «стрибаючий танець» чоловіків-масаїв. Суть ритуалу, який влаштовують молоді воїни-парубки, намагаючись підстрибнути вгору на одному місці якомога вище, в тому, щоб показати свою силу і спритність. Зараз, в епоху туризму, це «дійство», звичайно, оригінальний спосіб привабити туристів.
- На відміну від решти народів Східної Африки у суспільстві масаїв жінка аж ніяк не упосліджена, а бере активну участь у житті племені. Прикметними рисами масайських жінок є поголена голова, яскраві шати (на вид звичайні балахони), намиста і браслети. У масаїв взагалі дивні уявлення про красу і гігієну. Достатньо сказати, що і в чоловіків, і в жінок масаїв практикується видалення одного з нижніх зубів та обрізання. Намагання кенійського уряду зупинити ці «процедури» не надто успішні.